# 1839
Промислова революція •  Національно-визвольні рухи • Робітничий рух •  Російська імперія

## Геополітична ситуація
У Росії править імператор Микола I (до 1855). Російській імперії належить більша частина України, значна частина Польщі, Грузія, Закавказзя, Фінляндія, Аляска, Волощина та Молдова. Україну розділено між двома державами — Королівство Галичини та Володимирії належить Австрії, Правобережжя, Лівобережжя та Крим — Російській імперії.
В Османській імперії султана Махмуда II змінив Абдул-Меджид I (до 1861). Під владою османів перебувають Близький Схід та Єгипет, Середземноморське узбережжя Північної Африки, Болгарія. Васалами османів є Сербія, Боснія.
Австрійську імперію очолює Фердинанд I (до 1848). Вона охоплює, крім власне австрійських земель, Угорщину з Хорватією, Трансильванію, Богемію, Північну Італію. Король Пруссії — Фрідріх-Вільгельм III (до 1840). Баварське королівство очолює Людвіг I (до 1848). Австрія, Пруссія, Баварія та інші німецькомовні держави об'єднані в Німецький союз.
У Франції королює Луї-Філіпп I (до 1848). Франція має колонії в Алжирі, Карибському басейні, Південній Америці та Індії. На троні Іспанії сидить Ізабелла II (до 1868). Королівству Іспанія належать частина островів Карибського басейну, Філіппіни. Королева Португалії — Марія II (до 1853). Португалія має володіння в Африці, Індії, Індійському океані й Індонезії.
У Великій Британії триває Вікторіанська епоха — править королева Вікторія (до 1901). Британія має колонії в Північній Америці, на Карибах та в Індії. Королівство Нідерланди очолює Віллем I (до 1840). Король Данії та Норвегії — Фредерік VII (до 1863), на шведському троні сидить Карл XIV Юхан Бернадот (до 1844). Італія розділена між Австрією та Королівством Обох Сицилій. Існує Папська держава з центром у Римі.
Бразильську імперію формально очолює малолітній Педру II (до 1889). Посаду президента США обіймає Мартін ван Бюрен. Територія на півночі північноамериканського континенту належить Великій Британії, вона розділена на Нижню Канаду та Верхню Канаду, територія на півдні та заході континенту належить Мексиці.
В Ірані при владі Каджари. Британська Ост-Індійська компанія захопила контроль майже над усім Індостаном. У Пенджабі існує Сикхська держава. У Бірмі править династія Конбаун, у В'єтнамі — династія Нгуєн. У Китаї володарює Династія Цін. У Японії триває період Едо.

## Події

### В Україні
- Почалась підготовка до видання Літературно-історичного альманаху «Кіевлянинъ».
- При Київському університеті відкрився ботанічний сад.
- Засновано Одеське товариство історії і старожитностей.

### У світі
- 10 січня відбулася битва при Юнгаї, в якій чилійці завдали поразки конфедерації Перу та Болівії.
- 9 березня закінчилася кондитерська війна між Францією та Мексикою.
- 18 березня почалася Перша опіумна війна.
- 19 квітня західноєвропейські держави гарантували у «Лондонському протоколі» незалежність та нейтралітет Бельгії, до якої також додалася валонська частина Люксембурґу. Велике герцогство Люксембурзьке номінально залишилося частиною німецької федерації держав.
- 12 травня Луї Огюст Бланкі здійснив невдалу спробу революції у Франції.
- 1 липня Абдул-Меджид I змінив Махмуда II як султан Отоманської імперії.
- Перша англо-афганська війна: 23 липня британці захопили місто Газні.
- 31 серпня закінчилася Перша Карлістська війна в Іспанії.
- 4 вересня британський флот відкрив вогонь по китайських джонках, що забезпечували ембарго на британські товари.
- 15 вересня алжирський емір Абд аль-Кадір проголосив джихад проти французів.
- 4 листопада у Ньюпорті британські війська придушили виступ чартистів — останній великий бунт в острівній Британії.

### У суспільному житті
- Засновано Бостонський університет.
- Виникла Американська статистична асоціація.
- В Отоманській імперії почався період танзимату.
- Засновано компанію Valley Falls Company, попередника Berkshire Hathaway.

### У науці
- Луї Даґер винайшов дагеротипію.
- Теодор Шванн сформулював клітинну теорію.
- Карл Густав Мосандер відкрив Лантан.

### У мистецтві
- Тарас Шевченко написав твори «Думи мої, думи мої», «Перебендя», «Тополя», «До Основ'яненка».
- Оноре де Бальзак надрукував «Втрачені ілюзії».
- Стендаль опублікував «Пармський монастир».
- Фридерик Шопен завершив сонату для фортепіано № 2.

## Народились
Див. також Категорія:Народились 1839
- 19 січня — Поль Сезанн, французький художник-імпресіоніст. (пом. 1906)
- 27 січня — П. П. Чубинський (1839—1884), поет, автор слів Державного Гімну України
- 16 березня — Сюллі-Прюдом (Рене Франсуа Арман Прюдом), французький поет, перший Нобелівський лауреат з літератури (1901)
- 21 березня — Модест Петрович Мусоргський, російський композитор
- 12 квітня — Микола Михайлович Пржевальський, російський мандрівник, географ, дослідник Центральної Азії
- 20 квітня — Кароль I Гогенцоллерн, перший король Румунії (1881—1914 рр.). (пом. 1914)
- 8 липня — Джон Д. Рокфеллер, американський промисловець, нафтовий магнат, засновник компанії «Стандард ойл»

## Померли
Див. також Категорія:Померли 1839